# Mykłaszi
Mykłaszi (ukr. Миклаші) – wieś na Ukrainie, w obwodzie chmielnickim, w rejonie szepetowskim, w hromadzie Jampol. W 2001 liczyła 532 mieszkańców, spośród których 531 wskazało jako ojczysty język ukraiński, a 1 rosyjski.